# Borussia Dortmund II
A Borussia Dortmund II a Borussia Dortmund harmadosztályú tartalékcsapata. Hazai mérkőzéseit a Rote Erde Stadionban játssza.

## Játékosok

### Jelenlegi keret
2018. augusztus 31 szerint
| #  |     | Poszt | Név                                                      |
| -- | --- | ----- | -------------------------------------------------------- |
| 1  | GER | K     | Jan Reckert                                              |
| 2  | GER | V     | Amos Pieper                                              |
| 4  | GER | KP    | Marco Rente                                              |
| 6  | GUI | KP    | Mory Konaté                                              |
| 7  | GER | CS    | Herbert Bockhorn                                         |
| 8  | GRE | CS    | Vangélisz Pavlídisz (kölcsönben a VfL Bochum csapatától) |
| 9  | GER | CS    | Gianluca Rizzo                                           |
| 11 | GER | CS    | Joseph Boyamba                                           |
| 13 | GER | KP    | Beyhan Ametov                                            |
| 14 | GER | CS    | Philipp Hanke                                            |
| 15 | GER | V     | Luca Kilian                                              |
| 16 | GER | KP    | Marco Hober                                              |
| 17 | ITA | CS    | Massimo Ornatelli                                        |

| #  |     | Poszt | Név                     |
| -- | --- | ----- | ----------------------- |
| 18 | HUN | CS    | Bajner Bálint           |
| 19 | GER | V     | Haymenn Bah-Traore      |
| 20 | GER | CS    | Leon Burggraf           |
| 21 | GER | KP    | Julian Schwermann       |
| 22 | GER | CS    | Kempes Waldemar Tekiela |
| 23 | ITA | KP    | Dario Scuderi           |
| 25 | GER | V     | Tim Sechelmann          |
| 28 | GER | K     | Jonas Hupe              |
| 30 | ENG | KP    | Denzeil Boadu           |
| 31 | NED | KP    | Abdelmajid Bouali       |
| 32 | GER | CS    | Jano Baxmann            |
| 39 | GER | KP    | Dominik Wanner          |
| 40 | GER | K     | Eric Oelschlägel        |

#### Kölcsönben
| # |     | Poszt | Név                                            |
| - | --- | ----- | ---------------------------------------------- |
| 5 | GER | V     | Marc-André Kositzki (a TuS Koblenz csapatánál) |